# Havheststupet
Koordinaten: 68° 49′ S, 90° 43′ W

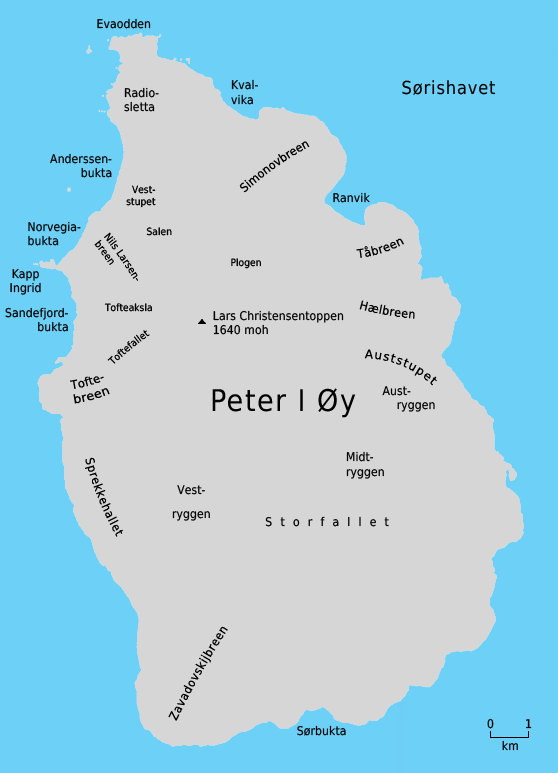
Karte der Peter I Øy mit der Havheststupet (oben links)

Die Havheststupet (norwegisch für Eissturmvogelstufe) ist eine Felswand im Nordwesten der antarktischen Peter-I.-Insel. Sie bildet östlich des Kap Ingrid die Westwand der Tofteaksla nordwestlich des Lars-Christensen-Gipfels.
Wissenschaftler des Norwegischen Polarinstituts benannten sie 1987 nach dem Eissturmvogel (Fulmarus glacialis).